# Nikolai Wladimirowitsch Bardin
Nikolai Wladimirowitsch Bardin (russisch Николай Владимирович Бардин; * 23. Januar 1976 in Perm, Russische SFSR) ist ein russischer Eishockeyspieler, der seit 2012 beim Molot-Prikamje Perm aus der Wysschaja Hockey-Liga unter Vertrag steht.      

## Karriere
Nikolai Bardin begann seine Karriere als Eishockeyspieler in seiner Heimatstadt in der Nachwuchsabteilung von Molot-Prikamje Perm, für dessen Profimannschaft er zwischen 1993 und 2000 zunächst in der Internationalen Hockey-Liga und ab der Saison 1996/97 in der Superliga spielte. Von 2000 bis 2003 stand der Flügelspieler für Neftechimik Nischnekamsk auf dem Eis, ehe er zu seinem Heimatverein aus Perm zurückkehrte. Mit Molot-Prikamje stieg er in der Saison 2003/04 in die Superliga auf, wechselte jedoch bereits Mitte der folgenden Spielzeit erneut zu Neftechimik Nischnekamsk.
Die Saison 2005/06 verbrachte Bardin erneut bei Molot-Prikamje Perm in der Superliga. Anschließend wechselte er zu Sewerstal Tscherepowez, für das er ab der Saison 2008/09 in der neu gegründeten Kontinentalen Hockey-Liga auflief. Zwischen 2009 und 2011 war er Assistenzkapitän bei Sewerstal, ehe er im Juli 2011 zum HK Jugra Chanty-Mansijsk wechselte.

## Erfolge und Auszeichnungen
- 2004 Aufstieg in die Superliga mit Molot-Prikamje Perm

## Statistik
(Stand: Ende der Saison 2010/11)